# Réaction de la Chine à l'invasion de l'Ukraine par la Russie
 (septembre 2022).
La mise en forme du texte ne suit pas les recommandations de Wikipédia : il faut le « wikifier ».
Les points d'amélioration suivants sont les cas les plus fréquents. Le détail des points à revoir est peut-être précisé sur la page de discussion.
- Les titres sont pré-formatés par le logiciel. Ils ne sont ni en capitales, ni en gras.
- Le texte ne doit pas être écrit en capitales (les noms de famille non plus), ni en gras, ni en italique, ni en « petit »…
- Le gras n'est utilisé que pour surligner le titre de l'article dans l'introduction, une seule fois.
- L'italique est rarement utilisé : mots en langue étrangère, titres d'œuvres, noms de bateaux, etc.
- Les citations ne sont pas en italique mais en corps de texte normal. Elles sont entourées par des guillemets français : « et ».
- Les listes à puces sont à éviter, des paragraphes rédigés étant largement préférés. Les tableaux sont à réserver à la présentation de données structurées (résultats, etc.).
- Les appels de note de bas de page (petits chiffres en exposant, introduits par l'outil «  Source ») sont à placer entre la fin de phrase et le point final[comme ça].
- Les liens internes (vers d'autres articles de Wikipédia) sont à choisir avec parcimonie. Créez des liens vers des articles approfondissant le sujet. Les termes génériques sans rapport avec le sujet sont à éviter, ainsi que les répétitions de liens vers un même terme.
- Les liens externes sont à placer uniquement dans une section « Liens externes », à la fin de l'article. Ces liens sont à choisir avec parcimonie suivant les règles définies. Si un lien sert de source à l'article, son insertion dans le texte est à faire par les notes de bas de page.
- La présentation des références doit suivre les conventions bibliographiques. Il est recommandé d'utiliser les modèles {{Ouvrage}}, {{Chapitre}}, {{Article}}, {{Lien web}} et/ou {{Bibliographie}}. Le mode d'édition visuel peut mettre en forme automatiquement les références.
- Insérer une infobox (cadre d'informations à droite) n'est pas obligatoire pour parachever la mise en page.

Pour une aide détaillée, merci de consulter Aide:Wikification.
Si vous pensez que ces points ont été résolus, vous pouvez retirer ce bandeau et améliorer la mise en forme d'un autre article.

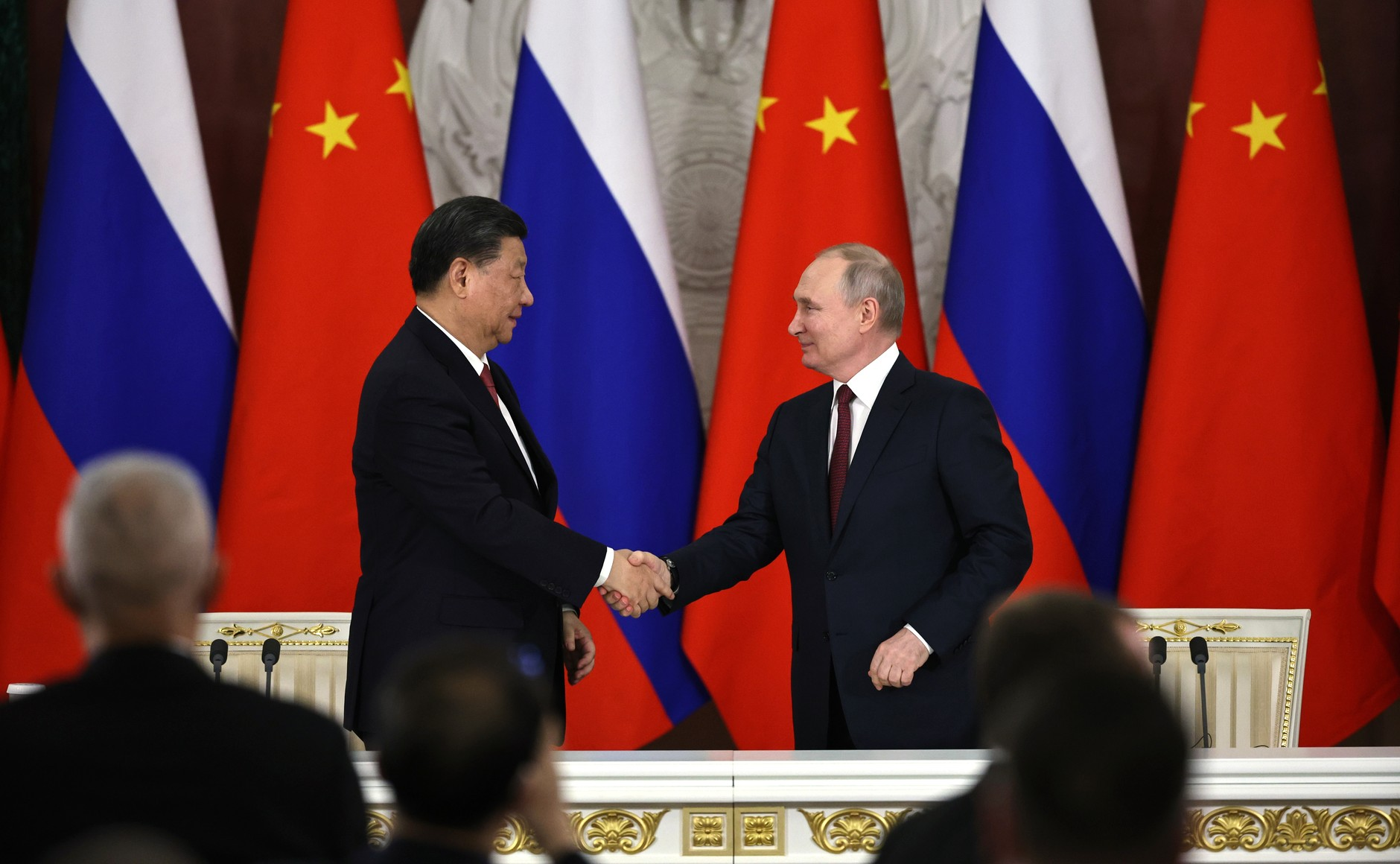
Vladimir Poutine et Xi Jinping en 2023

Le rôle joué par la Chine dans la réponse mondiale à l'invasion de l'Ukraine par la Russie de 2022 a été décrit par plusieurs commentateurs comme une position allant de la neutralité au soutien,,,. La Chine refuse de condamner l'invasion russe de l'Ukraine, répète la propagande russe sur la guerre, s'oppose aux sanctions économiques contre la Russie et s'abstient ou se range du côté de la Russie lors des votes de l'ONU sur la guerre en Ukraine,.
Le gouvernement chinois est critiqué par les États-Unis pour ne pas condamner, ni imposer de sanctions à grande échelle à la Russie. Certains internautes chinois attaquent ceux qui soutiennent l'Ukraine et écrivent des commentaires se moquant de l'Ukraine,. Cependant, le président ukrainien Volodymyr Zelensky se dit satisfait de la politique de neutralité, déclarant que « la Chine a fait le choix de rester à l'écart. Pour le moment, l'Ukraine est satisfaite de cette politique. Dans tous les cas, c'est mieux que d'aider la fédération de Russie. Et je veux croire que la Chine ne poursuivra pas une autre politique. Pour être honnête, nous sommes satisfaits de ce statu quo."

## Le gouvernement chinois
Le 25 février, la Chine s'abstient lors d'un vote du Conseil de sécurité des Nations Unies dénonçant l'invasion.
Le 1er mars, les ministres des Affaires étrangères ukrainien et chinois, Dmytro Kouleba et Wang Yi, s'appellent pour la première fois au téléphone depuis le début de l'invasion. Les médias chinois rapportent que Wang a dit à Kouleba qu'il était "extrêmement préoccupé" par le risque pour les civils et qu'il était nécessaire "d'apaiser la situation autant que possible pour empêcher le conflit de s'aggraver". Kouleba aurait déclaré que l'Ukraine "attend avec impatience que la Chine joue un rôle de médiation pour parvenir à un cessez-le-feu".
Le 2 mars, le quotidien américain The New York Times publie un article dans lequel il invoque que Pékin a été averti à l'avance de l'invasion russe et a demandé à Moscou de la retarder jusqu'après les Jeux olympiques d'hiver de 2022 qui se déroulent dans la capitale chinoise. Pékin nie ces allégations, déclarant que le dessein de "ce genre de rhétorique est de détourner l'attention et de rejeter le blâme, ce qui est tout à fait méprisable".
Le 9 mars, le dirigeant chinois Xi Jinping participe à une visioconférence avec le président français Emmanuel Macron et le chancelier allemand Olaf Scholz au cours de laquelle il déclare que la Chine est « peinée de voir les flammes de la guerre se rallumer en Europe » et encourage les trois États à poursuivre les négociations de paix entre la Russie et l'Ukraine.
Le 15 mars, l'ambassadeur de Chine aux États-Unis, Qin Gang, écrit un éditorial dans le quotidien The Washington Post dans lequel il déclare que « le conflit entre la Russie et l'Ukraine ne produit aucun bien à la Chine ». Il ajoute que « la souveraineté et l'intégrité territoriale de tous les pays, y compris l'Ukraine, doivent être respectées. Les légitimes préoccupations de sécurité de tous les pays doivent être prises au sérieux ». Il poursuite : « les menaces contre des entités et des entreprises chinoises, qui sont proférées par certains responsables américains, sont inacceptables ».
Le 18 mars, Xi Jinping et le président américain Joe Biden se parlent pendant deux heures via une réunion-vidéo dans laquelle le sujet de la guerre en Ukraine occupe une place importante. La Maison Blanche américaine déclare à la presse après l'appel que Biden a averti Xi Jiping des "conséquences si la Chine fournissait un soutien matériel à la Russie".
Le 29 avril, le porte-parole du ministère chinois des Affaires étrangères, Zhao Lijian, qualifie les relations sino-russes de "nouveau modèle de relations internationales" qui implique de "ne pas provoquer d'affrontements, ni de cibler d'autres nations" en dépassant "le modèle d'alliances militaire et politique à l'époque de la guerre froide".
En septembre 2022, Li Zhanshu, le troisième plus haut gradé du Comité permanent du bureau politique du Parti communiste chinois, déclare devant un parterre de législateurs russes que le gouvernement de l'Empire du Milieu « comprend et soutient la Russie... sur la situation en Ukraine ».

## Les médias d'État de la Chine
La couverture de l'invasion de l'Ukraine par les armées russes par les médias de chinois soulève plusieurs controverses. La BBC britannique et la CNN américaine pensent que les discussions sur le sujet en Chine continentale sont menées par les médias d'État chinois, notamment le tabloïd Global Times, la Télévision centrale de Chine (CCTV) et Le Quotidien du peuple, l'organe de presse officiel du comité central du Parti communiste chinois,. L'intégrité journalistique de ces médias est remise en question. À titre d'exemple, l'on a soupçonné que deux jours avant l'invasion, Horizon News, la sous-section des relations internationales de The Beijing News, avait accidentellement publié publiquement un avis interne sur son compte officiel Weibo. L'avis interne comprend des directives de censure qui exigeaient la restriction des contenus «défavorables à la Russie» et «pro-occidentaux»,. Le même jour, un article sur le site Internet du tabloïd Global Times qualifie Donetsk et Louhansk de « deux nations ». L'article est ensuite retiré lorsque les médias de Chine continentale commencent à désigner collectivement les deux zones comme des «régions». Le jour où la Russie lance son opération militaire contre l'Ukraine, la Ligue de la jeunesse communiste de Chine publie une interprétation de la chanson patriotique soviétique « Katioucha » en mandarin sur son compte officiel Bilibili. Initium Media voit cette action comme une tentative de sensationnaliser le conflit militaire.
Plusieurs médias pensent que les médias chinois entreprennent des reportages sélectifs et partiaux. Le média allemand Deutsche Welle et l'Américain CNN ont remarqué et questionné la non-utilisation de substantifs comme "invasion" et "attaque", et le parti pris envers les informations des responsables russes, ainsi que la promotion de sentiments anti-américains en Chine,,. Cependant, The Wall Street Journal nuance en estimant que les médias chinois gérés par l'État font preuve de retenue dans leur couverture du conflit, ce qui indique la position prudente adoptée par le gouvernement chinois. Radio France Internationale estime que si la Chine ne condamne pas l'invasion russe, elle n'encourage pas ses citoyens à soutenir les Ukrainiens et ne soutient pas ouvertement la Russie. Radio Free Asia reproche à la Chine de ne pas avoir dénoncé l'invasion de l'Ukraine, après avoir signé de multiples déclarations communes entre les deux États, proclamant son respect de la souveraineté, de l'indépendance et de l'intégrité territoriale de l'Ukraine.
Le 4 mars, la Télévision centrale de Chine (CCTV) lance la diffusion en direct de la cérémonie d'ouverture des Jeux paralympiques d'hiver de 2022, qui se déroule à Pékin. Lors de la cérémonie, le président du Comité international paralympique, le Brésilien Andrew Parsons, évoque le conflit dans un discours prononcé en anglais où il condamne durement l'invasion et appelle à la paix. CCTV coupe ce segment du discours et publie une traduction incomplète, tronquée des morceaux qui critiquent l'invasion lancée par Poutine,. Une photo de 20 athlètes ukrainiens applaudissant et appelant à la paix est elle aussi supprimée. Le Comité international paralympique estime qu'il y a censure et demande une explication à CCTV, qui n'a jamais répondu.
Début mars, le journaliste de la chaîne chinoise Phoenix Television, Lu Yuguang, est le seul correspondant étranger à être intégré aux forces russes en première ligne.
Après le massacre de Boutcha, un meurtre de masse sur des civils ukrainiens, les médias d'État chinois commencent à favoriser le point de vue russe. Le 5 avril, CCTV-4 relaie l'affirmation du ministre russe des Affaires étrangères Sergueï Lavrov, selon laquelle le massacre de Boutcha est une fausse nouvelle, diffusée par l'Ukraine et l'Occident pour calomnier la Russie. Les médias chinois rapportent de manière sélective et partiale l'enquête du président ukrainien Volodymyr Zelensky sur la scène du massacre, mais ne rend pas compte de la nature horrible de la scène et des appels des résidents locaux. Le tabloïd Global Times affirme que le massacre de Boutcha est un coup publicitaire dans lequel les États-Unis ont été impliqués. Le 5 avril, à midi, CCTV fait un reportage aux informations, intitulé « Ministre russe des Affaires étrangères : Découvrir les mensonges de l'affaire Boutcha », conformément à l'allégation du camp russe, selon laquelle le massacre de Boutcha était un faux. Le 6 avril, les médias chinois gérés par l'État tels que Xinhua News et People's Daily n'avaient pas rendu compte en détail du massacre de Boutcha.

## La société civile chinoise
En raison de la montée des sentiments anti-américains en Chine ces dernières années, ainsi que du partenariat stratégique bilatéral entre la Chine et la Russie, l'opinion publique dominante au sein de la société civile chinoise soutient les actions et la position prises par le président russe Poutine. Malgré le fait que des voix anti-guerre et pro-Ukraine existent, elles sont peu nombreuses et sont violemment attaquées par les masses pro-russes,,,.
Par ailleurs, des citoyens chinois se méfient de l'Ukraine en raison de la montée selon eux du néonazisme dans le pays,.
Plusieurs plates-formes sociales chinoises, comme Quora-like Zhihu, la version chinoise de TikTok appelée "Douyin" et Bilibili annoncent qu'elles afficheront les emplacements des utilisateurs en fonction des adresses IP (protocole Internet) qui afficheront la province de l'utilisateur en Chine ou celle du pays ou de la région d'une personne, si l'adresse IP est située à l'étranger, une fonctionnalité que les utilisateurs ne peuvent pas désactiver, pour lutter contre la désinformation.
Selon Voice of America News, un grand nombre de commentaires controversés font surface sur les réseaux sociaux chinois au début du conflit militaire entre Moscou et Kiev. Couplé au fait que les discussions en ligne sont strictement surveillées et censurées par l'État, de nombreux commentateurs pensent que l'opinion publique chinoise sur la question est divisée, avec des factions opposées. Selon un rapport publié par l'US-China Perception Monitor, 75 % des répondants chinois ont déclaré qu'ils étaient d'accord ou tout à fait d'accord pour dire que soutenir Moscou dans le conflit était dans l'intérêt national Pékin.
D'autre part, des personnalités anti-guerre existent également en Chine continentale, telles que les personnalités publiques Jin Xing, Yuan Li et Ke Lan. De nombreux professeurs et anciens élèves d'institutions telles que l'Université de Pékin et de l'Université Tsinghua ont également exprimé publiquement des déclarations anti-guerre, mais ces déclarations ont été durement critiquées par les internautes et sont censurées ou supprimées sur les plateformes de médias sociaux de Chine continentale,,,.
Bien que les opinions publiques soient divisées, la plupart rapportent que les commentaires pro-russes dominent l'opinion publique dominante en Chine continentale,. Ces commentaires sont alors collectivement traduits, puis diffusés en dehors des plateformes de médias sociaux chinois, ce qui suscite des sentiments anti-chinois généralisés et menace la sécurité des Chinois vivant en Ukraine,. Certains internautes ont même promu l'unification chinoise avec Taiwan par la force dans leurs discussions sur l'invasion russe. En réponse, certains médias chinois dirigés par l'État ont exhorté le public à commenter la guerre de manière rationnelle et à ne pas devenir des « spectateurs vulgaires ».
Le 26 février, cinq historiens chinois signent une lettre ouverte dans laquelle ils disent s'opposer fermement à l'invasion. Ils déclarent notamment que "les grandes catastrophes de l'histoire ont souvent commencé par des conflits locaux". Trois heures plus tard, la lettre est retirée d'Internet par les censeurs chinois.
Le 12 mars, le vice-président du Centre de recherche sur les politiques publiques du Bureau des conseillers du Conseil d'État, Hu Wei, écrit un article en anglais et en chinois, dans lequel il affirme que « la Chine doit réagir avec souplesse et faire des choix stratégiques conformes à ses intérêts à long terme " et que par conséquent "la Chine ne peut pas être liée à Poutine et doit être isolée dès que possible".

## Aide militaire à la Russie
Selon des données douanières russes examinées début 2023 par The Wall Street Journal, des entreprises de défense appartenant à l’Etat chinois ont livré des équipements de navigation, des technologies de brouillage et des pièces pour avions de chasse à des entreprises de défense appartenant à l’Etat russe et faisant l’objet de sanctions. Liu Pengyu, porte-parole de l’ambassade de Chine à Washington, a démenti cette information, tout en rappelant que la Chine s’oppose à ce qu’elle considère comme des sanctions unilatérales qui n’ont aucun fondement dans le droit international.

## Évacuations de ressortissants chinois d'Ukraine
Le 25 février, l'ambassade de Chine en Ukraine conseille aux citoyens chinois de quitter le pays. Le 7 mars, le gouvernement chinois déclare qu'il a évacué la plupart des citoyens chinois résidant en Ukraine.

## Réactions et commentaires internationaux
Joseph Torigian, titulaire d'un doctorat du MIT en théorie des relations internationales et en politique comparée et maître de conférences à l'American University à Washington D.C., décrit la position de Pékin sur l'invasion comme un "acte d'équilibre", en déclarant que "les deux pays ont des opinions négatives similaires sur le rôle de l'Amérique en Europe et en Asie", mais que la Chine ne serait pas disposée à mettre ses intérêts financiers en danger pour soutenir la Russie, d'autant plus que la Chine « essayait de préserver sa réputation d'acteur responsable »,,. L'ancien diplomate et expert sur les affaires chinoises, Ryan Hass du Brookings Institute affirme que "sans la Russie, pense-t-on, la Chine serait seule à faire face à un Occident hostile déterminé à faire obstacle à l'essor de la Chine", mais que les deux pays "n'ont pas des intérêts parfaitement alignés". La Chine a beaucoup plus à perdre que la Russie. La première se considère comme un pays en plein essor avec un élan derrière lui. [Alors que] la seconde combat essentiellement les marées du déclin."
Plusieurs commentateurs prévoient un potentiel rôle pour la Chine : celui de médiateur clef dans le conflit. C'est le cas d'Érick Duchesne, Professeur titulaire à l'Université Laval, au Québec. Il soutient que « l'ambiguïté stratégique de la part de la Chine pourrait être bénéfique et pourrait aider à dénouer le nœud gordien de la crise » ; ce serait pour les pays de l'OTAN « une grave erreur » de s'opposer à la médiation chinoise. Zeno Leoni, maître de conférences au King's College de Londres, affirme que « si la Chine conduisait les parties concernées vers une nouvelle paix, ce serait une grande victoire diplomatique et de relations publiques pour Pékin », car Pékin  « pourrait se présenter comme une grande puissance responsable et pour convaincre l'Occident qu'à l'avenir, il pourrait devoir s'appuyer sur l'influence mondiale de Pékin à un moment où l'influence américaine est en déclin."
D'autres commentateurs déclarent que la réponse de l'empire du Milieu à l'invasion de son voisin russe a joué et continue de jouer un rôle important dans l'élaboration de la réponse indienne. Tanvi Madan de la Brookings Institution a fait valoir que l'un des "objectifs de la politique étrangère de l'Inde est d'empêcher la Russie de se rapprocher encore plus de la Chine".

### Sanctions américaines
En juin 2022, le département du commerce des États-Unis place cinq entreprises de Hong Kong sur la Entity List pour avoir fourni un soutien à l'armée russe,.

### OTAN
Le 10 juillet 2024, Les trente-deux États membres de l'OTAN, ont approuvé une déclaration officielle qualifiant la Chine de « facilitateur décisif » de l'invasion de l'Ukraine par la Russie en raison de son partenariat économique et politique « sans limites » avec la Russie.